# 브링크 도난 사건
《브링크 도난 사건》(영어: The Brink's Job)은 미국에서 제작된 윌리엄 프리드킨 감독의 1978년 범죄 코미디 영화이다. 피터 포크 등이 출연하였다. 1950년에 한 강도단이 270만 달러를 훔친 대브링크스 강도 사건(Great Brink's Robbery)을 소재로 삼았다.
1979년 제51회 아카데미상 미술상 후보(딘 태벌레리스, 앤절로 P. 그레이엄, 조지 R. 넬슨, 브루스 케이)에 올랐다.

## 출연진
- 피터 포크
- 피터 보일
- 앨런 가필드
- 워런 오츠
- 제나 롤런즈
- 폴 소비노
- 셸던 레너드
- 로버트 프로스키

## 기타 제작진
- 미술: 앤절로 그레이엄, 딘 태벌레리스
- 의상: 루스 몰리